# دانیل پریگو
دانیل پریگو (فرانسوی: Daniel Périgaud‎؛ زادهٔ ۱۹ دسامبر ۱۹۴۳) بازیکن فوتبال اهل فرانسه بود.
وی همچنین در تیم ملی فوتبال فرانسه بازی کرده‌است.